# بيير دريفوس
بيير دريفوس (بالفرنسية: Pierre Dreyfus)‏ هو شخصية أعمال ومهندس وسياسي فرنسي، ولد في 18 نوفمبر 1907 بباريس في فرنسا، وتوفي بنفس المكان في 25 ديسمبر 1994. حزبياً، نشط في French Section of the Workers' International ‏.

## روابط خارجية
- بيير دريفوس على موقع مونزينجر (الألمانية)